# Leòntion
Leòntion (grec antic: Λεόντιον, llatí: Leontium) era una ciutat d'Acaia. Originàriament no formava part de les dotze ciutats que van formar la Lliga Aquea, però més tard s'hi va incorporar en substitució de Ripes.
Només l'esmenta Polibi i la seva situació és incerta; se suposa que era interior, i probablement entre Fares i Ègion, perquè un exèrcit d'Elis, sota el comandament de l'etoli Eurípides, després d'avançar cap a Feres i fins Ègion, es va retirar a Leòntion.
D'aquesta ciutat era nadiu Cal·lícrates, el partidari dels romans els darrers dies de la Lliga Aquea.